# Listă de efemeroptere din România
Lista speciilor de efemeroptere din România include peste 100 de specii identificate pe teritoriul țării.

## FamiliaProsopistomatidae
- - Prosopistoma pennigerum (Mueller, 1785)

## FamiliaAmetropodidae
- - Ametropus fragilis (Albarda, 1878)

## FamiliaBaetidae
- - Acentrella hyaloptera (Bogoescu, 1951)
  - Acentrella inexpectata (Tschernova, 1928)
  - Acentrella sinaica (Bogoescu, 1931)
  - Baetis alpinus (Pictet, 1843)
  - Baetis buceratus (Eaton, 1870)
  - Baetis fuscatus (Linnaeus, 1761)
  - Baetis gracilis (Bogoescu ci Tabacaru, 1957)
  - Baetis lutheri (Eaton, 1885)
  - Baetis melanonyx (Bogoescu, 1933)
  - Baetis muticus (Burmeister, 1839)
  - Baetis niger (Linnaeus, 1761)
  - Baetis rhodani (Pictet, 1843)
  - Baetis scambus (Eaton, 1870)
  - Baetis tenax (Eaton, 1870)
  - Baetis tricolor (Tschernova, 1928)
  - Baetis vernus (Curtis, 1834)
  - Centroptilum luteolum (Muller, 1776)
  - Cloeon dipterum (Linne, 1761)
  - Cloeon inscriptum (Bengtsson, 1914)
  - Cloeon rufulum (Muller, 1776)
  - Cloeon simile (Eaton, 1870)
  - Pseudocentroptilum nana (Bogoescu, 1951)
  - Pseudocentroptilum romanica (Bogoescu, 1949)
  - Procloeon bifidum (Bengtsson, 1912)
  - Proclceon pennulatum (Eaton, 1870)
  - Procloeon pulchrum (Eaton, 1885)
  - Procloeon unguiculatum (Tachernova 1941)

## FamiliaSiphlonuridae
- - Ameletus inopinatus (Eaton, 1887)
  - Isonychia ignota (Walker, 1853)
  - Siphlonurus aestivalis (Eaton, 1903)
  - Siphlonurus alternatus (Say, 1824)
  - Siphlonurus armatus (Eaton, 1870)
  - Siphlonurus lacustris (Eaton, 1870)

## FamiliaCaenidae
- - Brachycercus harrisella (Curtis, 1834)
  - Caenis horaria (Linnaeus, 1758)
  - Canis lactea (Burmeister, 1839)
  - Caenis luctuosa (BOrmeister, 1839)
  - Caenis macrura (Stephens, 1835)
  - Caenis pusilla (Navas, 1913)
  - Caenis rivulorum (Eaton, 1884)
  - Caenis robusta (Eaton, 1884)

## FamiliaEphemerellidae
- - Ephemerella mucronata (Bengtsson, 1909)
  - Ephemerella notata (Eaton, 1887)
  - Seiralolla ignita (Poda, 1761)
  - Serratella mesoleuca (Brauer. 1857)
  - Torleya major (Klapalek, 1905)

## FamiliaBehningiidae
- - Behningia lestagei (Motas, 1936)

## FamiliaEphmeridae
- - Ephemera danica (Muller, 1764)
  - Ephemera glaucops (Pictet, 1843)
  - Ephemera lineata (Eaton, 1870)
  - Ephemera vulgata (Linnaeus, 1758)

## FamiliaPhalangeniidae
- - Palingenia longicauda (Olivier, 1791)

## FamiliaPolymitracyidae
- - Ephoron Virgo (Oliver, 1791)

## FamiliaPotamanthidae
- - Potamanthus luteus (Linnaeus, 1767)

## FamiliaHeptageniidae
- - Ecdyonurus aurantiacus (Burmeister, 1839)
  - Ecdyonurus austriacus (Kimmins, 1958)
  - Ecdyonurus carpathicus (Sowa, 1973)
  - Ecdyonurus dispar (Curtis, 1834)
  - Ecdyonurus forcipula (Pictet, 1845)
  - Ecdyonurus fuscogriseus (Retzius, 1783)
  - Ecdyonurus helveticus (Eaton, 1870)
  - Ecdyonurus insignis (Eaton, 1870)
  - Ecdyonurus lateralis (Curtis, 1834)
  - Ecdyonurus macani (Thomas-Sowa, 1970)
  - Ecdyonurus picteti (Meyer-Dur, 1864)
  - Ecdyonurus starmachi (Sowa, 1971)
  - Ecdyonurus subalpinus (Klapalek, 1907)
  - Ecdyonurus submontanus (Landa, 1969)
  - Ecdyonurus torrentis (Kimmins, 1942)
  - Ecdyonurus venosus (Fabricius, 1775)
  - Ecdyonurus zelleri (Eaton, 1885)
  - Electrogena affinis (Eaton, 1883)
  - Electrogena lateralis (Curtis, 1834)
  - Electrogena quadrilineata (Landa, 1969)
  - Electrogena ujhelyii (Sowa, 1981)
  - Epeorus alpicola (Eaton, 1871)
  - Epeorus sylvicola (Pictet, 1885)
  - Epeorus torrentium (Eaton, 1881)
  - Heptagenia coerulans (Rostock, 1877)
  - Heptagenia flava (Rostock, 1877)
  - Heptagenia flavipennis (Dufour, 1841)
  - Kageronia fuscogrisea (Retzius, 1783)
  - Heptagenia longicauda (Stephens, 1835)
  - Heptagenia sulphurea (Muller, 1776)
  - Rhithrogena alpestris (Eaton, 1885)
  - Rhithrogena aurantiaca (Burmeister, 1839)
  - Rhithrogena carpotoalpina ( )
  - Rhithrogena germanica (Eaton, 1885)
  - Rhithrogena hybrida (Eaton, 1885)
  - Rhithrogena iridina (Kolenati, 1859)
  - Rhithrogena nivata (Eaton, 1871)
  - Rhithrogena savolensis (Alba-Tercedor & Sowa 1987)
  - Rhithrogena semicolorata (Curtis, 1834)
  - Rhithrogena sowai (Puthz, 1972)

## FamiliaOligoneuriidae
- - Oligoneuriella pallida (Hagen, 1855)
  - Oligoneuriella rhenana (Imhoff., 1852)

## FamiliaLeptophlebiidae
- - Choroterpes picteti (Eaton, 1871)
  - Habroleptoides carpatica (Bogoescu, 1930)
  - Habroleptoides modesta (Hagen, 1864)
  - Habrophlebia fusca (Curtis, 1834)
  - Habrophlebia lauta (Eaton, 1884)
  - Leptophlebia marginata (Linnaeus, 1767)
  - Leptophlebia vespertina (Linnaeus, 1758)
  - Paraleptophlebia cincta (Retzius, 1783)
  - ParaleptophTebia submarginata (Stephens, 1835)
  - Paraleptophlebia werneri (Ulmer, 1920)